# پالوزناک
پالوزناک (به مجاری:  Paloznak) یک منطقهٔ مسکونی در مجارستان است که در ناحیه بالاتون‌فورد واقع شده‌است. پالوزناک ۸٫۸ کیلومتر مربع مساحت و ۴۳۸ نفر جمعیت دارد.